# Amblyphylla
Amblyphylla là một chi bướm đêm thuộc họ Gelechiidae.